# Manasarovar

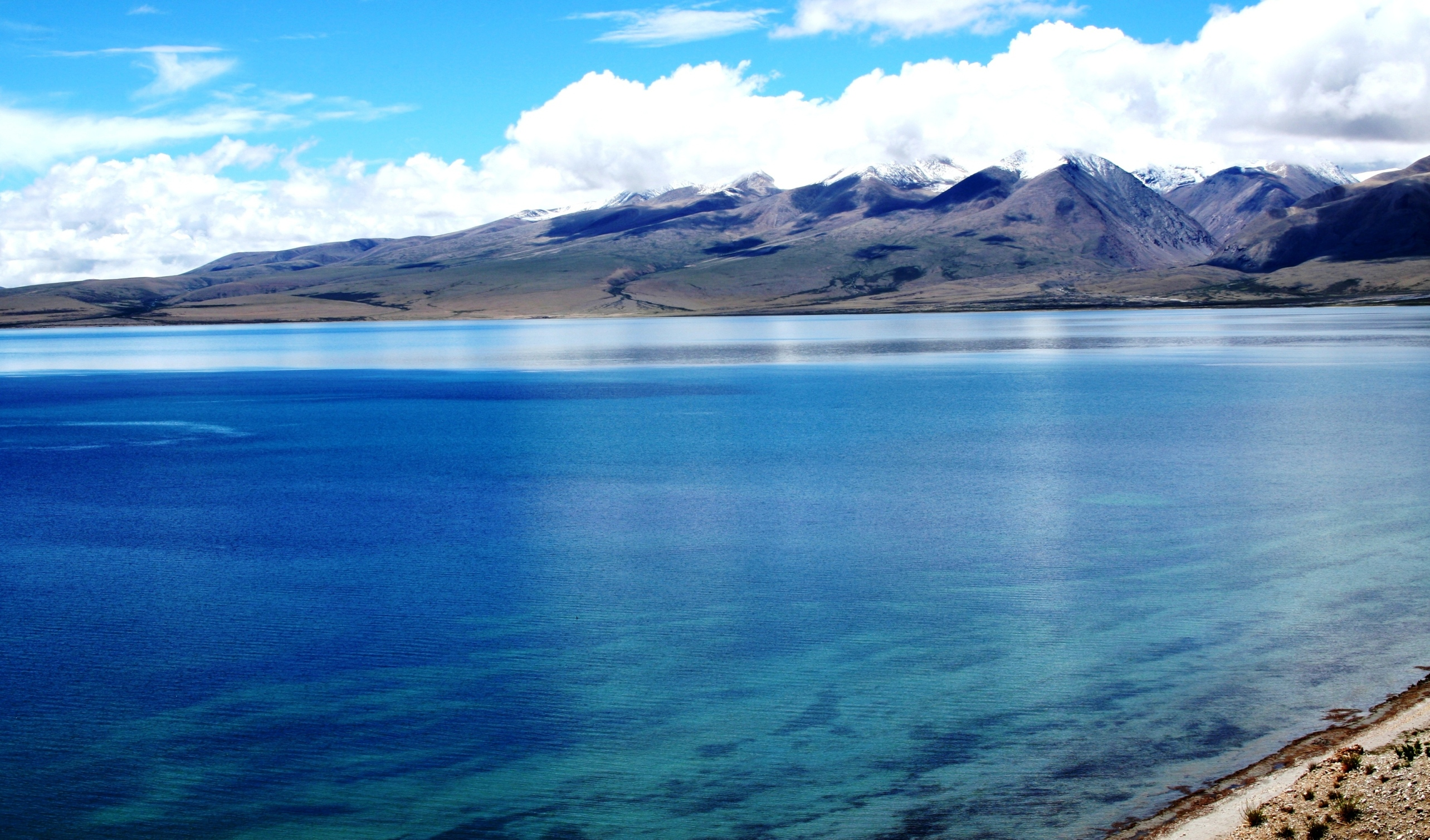
Sjön med Himalayas berg i bakgrunden

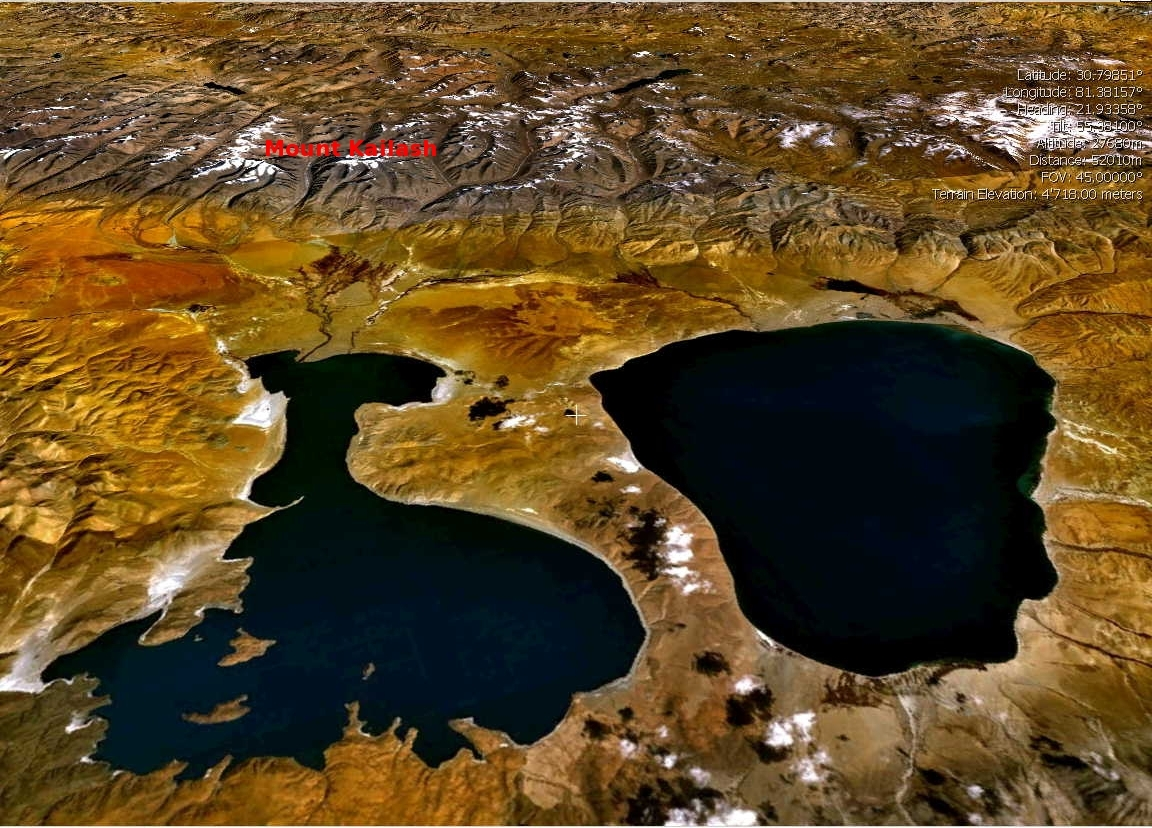
De två sjöarna Rakshastal (vänster) och Manasarovar (höger)

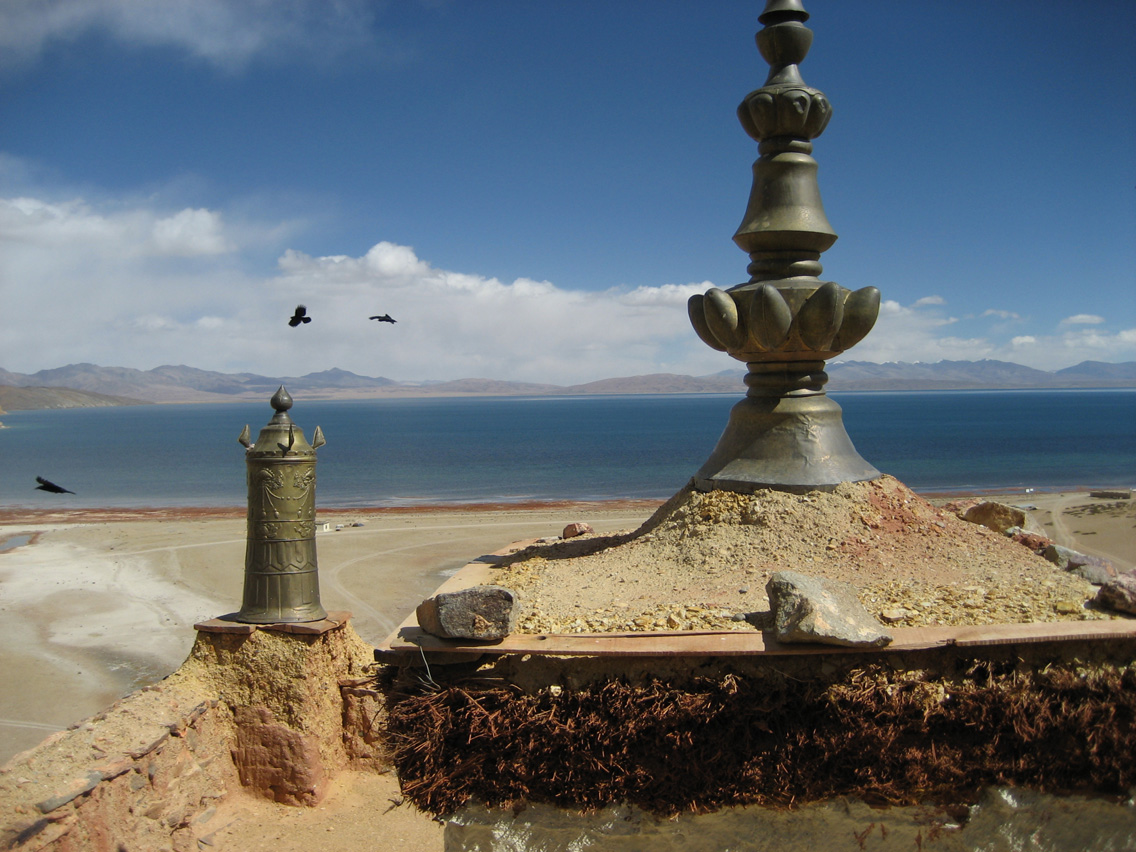
Vy från ett kloster vid sjön

Manasarovar är en sjö som ligger i Ngari-prefekturen i Tibet, 30 km söder om Kailash-berget. I sjöns närhet finns källorna för floderna Indus, Sutlej och Brahmaputra. Sjön är helig för flera religioner.
Sjön avvattnas till den närbelägna endorheiska sjön Rakshastal/Lannga Co. De två sjöarna står i stark symbolisk kontrast till varandra. Mansarovar är en söt sjö med livgivande heligt vatten, medan Rakshastalk är en död sjö med hög salthalt och i avsaknad av fisk, som på sanskrit kallas "demonsjön". De två sjöarnas form liknas vid solen och månskäran och de symboliserar ljuset och mörkret.